# Jane Goldman
Pour les articles homonymes, voir Goldman.
Jane Goldman, née le 11 juin 1970 à Hammersmith en Londres, est une scénariste, écrivaine et animatrice de télévision anglaise.

## Biographie
Elle commence à travailler pour le tabloïd Daily Star très jeune et se marie en 1988 avec le présentateur de télévision Jonathan Ross et elle a trois enfants de ce mariage, Betty Kitten, née en 1991, Harvey Kirby, né en 1994, et Honey Kinny, née en 1997. Dans les années 1990, elle écrit un roman, Dreamworld, ainsi qu'un essai en deux volumes, The X-Files Book of the Unexplained, basé sur la série télévisée X-Files. Elle se lance ensuite dans l'écriture de scénarios, participant en 2001 à l'écriture d'une sitcom, Baddiel's Syndrome.  Entre 2003 et 2004, elle présente une émission télévisée sur le paranormal, Jane Goldman Investigates, sur la chaîne Sky Living. En 2005-2006, elle coécrit le scénario de Stardust, le mystère de l'étoile avec Matthew Vaughn et collabore depuis régulièrement sur les films de ce réalisateur.
En 2019, il est annoncé qu'elle serait aux commandes du pilote d'un préquel de la série Game of Thrones, provisoirement appelé Bloodmoon. Le projet est finalement annulé.

## Filmographie
- 2007 : Stardust, le mystère de l'étoile de Matthew Vaughn
- 2010 : Kick-Ass de Matthew Vaughn
- 2010 : L'Affaire Rachel Singer de John Madden
- 2011 : X-Men : Le Commencement de Matthew Vaughn
- 2012 : La Dame en noir (The Woman in Black) de James Watkins
- 2014 : X-Men: Days of Future Past de Bryan Singer (histoire)
- 2014 : Kingsman : Services secrets (Kingsman: The Secret Service) de Matthew Vaughn
- 2016 : Miss Peregrine et les enfants particuliers (Miss Peregrine's Home for Peculiar Children) de Tim Burton
- 2016 : Golem, le tueur de Londres (The Limehouse Golem) de Juan Carlos Medina
- 2017 : Kingsman : Le Cercle d'or (Kingsman: The Golden Circle) de Matthew Vaughn
- 2021 : The King's Man : Première mission (The King's Man)  de Matthew Vaughn
- 2023 : La Petite Sirène (The Little Mermaid) de Rob Marshall (coscénariste avec David Magee)